# George Boroi
George Boroi, auch Gheorghe Boroi (* 26. August 1964 in Berislăvești), ist ein ehemaliger rumänischer Leichtathlet, der im Sprint und im Hürdenlauf an den Start ging. Er ist aktuell Inhaber des Landesrekordes über 110 m Hürden und feierte mit dem Vizehalleneuropameistertitel über 60 m Hürden 1994 in Paris seinen größten sportlichen Erfolg.

## Sportliche Laufbahn
Erste internationale Erfahrungen sammelte George Boroi vermutlich bei den Balkanspielen 1986 in Ljubljana, bei denen er in 14,03 s die Bronzemedaille über 110 m Hürden hinter seinem Landsmann Liviu Giurgian und Plamen Krastew aus Bulgarien gewann. 1988 siegte er in 13,74 s bei den Balkanspielen in Ankara und im Jahr darauf schied er bei den Hallenweltmeisterschaften in Budapest mit 7,75 s im Halbfinale im 60-Meter-Hürdenlauf aus. Im August gewann er dann bei den Balkanspielen in Serres in 40,92 s die Bronzemedaille mit der rumänischen 4-mal-100-Meter-Staffel hinter den Teams aus Bulgarien und Griechenland. 1990 siegte er in 14,04 s über 110 m Hürden bei den Balkanspielen in Istanbul, ehe er bei den Europameisterschaften in Split mit 14,39 s nicht über die erste Runde hinauskam. Im Jahr darauf belegte er bei den Hallenweltmeisterschaften in Sevilla in 7,67 s den siebten Platz über 60 m Hürden und im Jahr darauf ka er bei den Halleneuropameisterschaften in Genua mit 8,01 s nicht über den Vorlauf hinaus. Im Juli siegte er in 13,53 s über 110 m Hürden bei den Balkanspielen in Sofia und stellte damit einen neuen Meisterschaftsrekord auf und sicherte sich im Staffelbewerb in 40,66 s die Bronzemedaille hinter den Teams aus Griechenland und Bulgarien. Anschließend erreichte er bei den Olympischen Sommerspielen in Barcelona das Viertelfinale, in dem er mit 14,07 s ausschied. 1993 klassierte er sich bei den Hallenweltmeisterschaften in Toronto mit 7,72 s auf dem sechsten Platz über 60 m Hürden und schied dann im August bei den Freiluft-Weltmeisterschaften in Stuttgart mit 13,54 s im Semifinale aus. Im Jahr darauf siegte er in 7,57 s über 60 m Hürden bei den erstmals ausgetragenen Balkan-Hallenmeisterschaften in Piräus, ehe er bei den Halleneuropameisterschaften in Paris in 7,57 s die Silbermedaille hinter dem Briten Colin Jackson gewann. Im August belegte er dann bei den Europameisterschaften in Helsinki in 13,61 s den achten Platz über 110 m Hürden. 1995 schied er bei den Hallenweltmeisterschaften in Barcelona mit 7,89 s im Halbfinale über 60 m Hürden aus und im August schied er bei den Freiluft-Weltmeisterschaften in Göteborg mit 13,79 s im Viertelfinale über 110 m Hürden aus. Im Jahr darauf nahm er erneut an den Olympischen Sommerspielen in Atlanta teil und schied dort mit 13,57 s im Halbfinale, woraufhin er seine aktive sportliche Karriere im Alter von 32 Jahren beendete.
1989 wurde Boroi rumänischer Meister im 100-Meter-Lauf sowie 1989 und 1990 und von 1993 bis 1996 über 110 m Hürden.

## Persönliche Bestzeiten
- 100 Meter: ?
- 110 m Hürden: 13,34 s (+1,0 m/s), 18. Juni 1993 in Bukarest (rumänischer Rekord)
  - 60 m Hürden (Halle): 7,50 s, 13. Februar 1994 in Liévin (rumänischer Rekord)